# Mark Wakefield
Mark Wakefield (n. 31 de mayo de 1974) es el mánager de la banda Taproot y el primer vocalista de la banda Linkin Park antes de que Chester Bennington se uniera a esta, cuando todavía se llamaban Xero. Conoció a Mike Shinoda en la secundaria y fundó la banda Xero-818 junto a él. Más adelante cambiaron el nombre a Xero y grabaron 3 EP de nombre homónimo. El primero contenía los temas Dialate, Fuse, Deftest y Stick N' Move. En el segundo EP Deftest sería descartado y reemplazado por Reading My Eyes, al igual que cambiaría el orden de los temas (Dialate, Fuse, Stick N' Move y Reading My Eyes). Para el tercer EP Dialate fue reemplazado por Rhinestone y el orden de canciones fue una vez más cambiado (Rhinestone, Reading My Eyes, Fuse y Stick N' Move)
Abandonó tiempo después Xero debido a su miedo escénico y habilidades vocales, más tarde convirtiéndose el mánager de la banda Taproot, siguiendo en contacto con los integrantes de Linkin Park. Desde entonces ha registrado una canción, titulada Barack Your World en la que canta junto con Mike Shinoda (Bajo el pseudónimo de White Pegacorn) dando su apoyo al candidato Barack Obama en las elecciones de 2008. Barack Your World es, en realidad, una parodia con video incluido.
Es el autor de la portada del disco Toxicity, de la banda System of a Down.
- Datos: Q19204